# ザック・プロモーション
株式会社ザック・プロモーション（英: ZACK-PROMOTION.Inc）は、東京都渋谷区に本社を置く日本の企業。映画・アニメーション等の音響制作や海外作品の吹き替え版制作などポストプロダクション業務を手掛ける。
1975年8月15日設立。日本音声製作者連盟に加盟。

## 概要
1975年8月15日、オムニバスプロモーションを退社した音響監督の水本完らによって設立。
社名の由来は、設立当時にイギリスの若者の流行語であった“ZACK”（「愉快だ」「楽しいなぁ」の意）から。
日本ヘラルド映画配給作品を中心に、多くの外画で吹き替え制作を行う。また、タツノコプロ作品やスタジオぴえろ作品を中心に多くのアニメ作品で音響制作を担当している。

## スタッフ

### 現在
- 清水勝則（代表取締役）
- 森田洋介
- 八木沼智彦

### 過去
- 水本完（創業者・元相談役）[4]
- 鳥海俊材
- 藤山房延（契約者）

## 主な参加作品
※特筆のない限り、音響制作（吹き替えは制作）での参加。

### アニメシリーズ
タイムボカンシリーズ
- タイムボカン
- ヤッターマン
- ゼンダマン
- タイムパトロール隊オタスケマン
- ヤットデタマン
- 逆転イッパツマン
- イタダキマン
- タイムボカン2000 怪盗きらめきマン
- ヤッターマン（2008）

科学忍者隊ガッチャマンシリーズ
- 科学忍者隊ガッチャマンII
- 科学忍者隊ガッチャマンF

ぴえろ魔法少女シリーズ
- 魔法の天使クリィミーマミ
- 魔法のプリンセスミンキーモモ
- 魔法の妖精ペルシャ
- 魔法のスターマジカルエミ
- 魔法のアイドルパステルユーミ

### テレビアニメ
1976年
- ゴワッパー5 ゴーダム
- ポールのミラクル大作戦

1980年
- 宇宙戦艦ヤマトIII

1985年
- タッチ

1986年
- あんみつ姫

1987年
- のらくろクン

1988年
- おそ松くん

1990年
- 平成天才バカボン
- ふしぎの海のナディア
- からくり剣豪伝ムサシロード

1991年
- おれは直角
- 丸出だめ夫

1992年
- 幽☆遊☆白書

1994年
- とっても!ラッキーマン

1995年
- NINKU -忍空-

1996年
- みどりのマキバオー

1997年
- 烈火の炎

1998年
- どっきりドクター

1999年
- GTO

2000年
- 学校の怪談

2001年
- Cosmic Baton Girl コメットさん☆
- ガイスターズ FRACTIONS OF THE EARTH
- こげぱん
- よばれてとびでて!アクビちゃん

2002年
- 東京ミュウミュウ

2003年
- ぴちぴちピッチ
- 探偵学園Q

2004年
- エルフェンリート
-  BLEACH

2005年
- だめっこどうぶつ

2006年
- びんちょうタン
- 女子高生 GIRL'S-HIGH
- アクビガール

2007年
- 一騎当千シリーズ
- Kawaii! JeNny（かわいい！ジェニー）

2008年
- マッハガール

2009年
- テガミバチ

2010年
- ソ・ラ・ノ・ヲ・トシリーズ

2011年
- 君と僕。

2012年
- はぐれ勇者の鬼畜美学

2013年
- 絶対防衛レヴィアタン

2014年
- さばげぶっ!

2016年
- 猫も、オンダケ
- ツキウタ。THE ANIMATION
- にゃんぼー!

2017年
- DYNAMIC CHORD

2018年
- うちのウッチョパス
- 魔法少女 俺
- 京都寺町三条のホームズ

2022年
- どすこい すしずもう
- BLEACH 千年血戦篇

### ゲーム
- DREAM!ing

### 吹き替え

#### 映画
- 青い鳥
- エマニエル夫人 ※テレビ朝日版
- エルム街の悪夢
- ガンマン無頼
- キング・ソロモンの秘宝2/幻の黄金都市を求めて
- 黒いチューリップ
- クイック&デッド ※テレビ朝日版
- 午後の曳航
- 地上より永遠に
- 料理長殿、ご用心
- 死海殺人事件
- 地獄の黙示録 ※テレビ版
- シザーハンズ ※テレビ朝日版
- 処刑ライダー
- 新・課外教授/禁断のセックス
- 神秘!! アニマルセックス
- スーパーマリオ 魔界帝国の女神
- スチュアート・リトル 特別篇 ※テレビ版
- 素晴らしい風船旅行
- セブン ※テレビ朝日版
- ゾンビコップ
- ダーティハリー2 ※テレビ朝日版
- 大喜劇 ゴッドファーザーPART0
- トゥルーライズ ※フジテレビ版
- ニュー・シネマ・パラダイス
- バトルランナー ※テレビ版
- 美女と野獣 ※TBS版
- 陽のあたる教室
- 評決のとき
- 炎の大捜査線
- ミザリー
- ミラノの奇蹟 ※テレビ朝日版
- ミュータント・ニンジャ・タートルズ2 ※劇場公開版
- モモ ※劇場公開版
- 野獣教師 ※フジテレビ版
- 山猫は眠らない
- ユージュアル・サスペクツ ※テレビ東京版
- ライオンハート
- ラストコンサート
- ランボー者
- レオン ※テレビ朝日版
- ロマンシング・アドベンチャー/キング・ソロモンの秘宝
- 惑星ソラリス
- 12モンキーズ ※フジテレビ版
- G.I.ジェーン ※フジテレビ版
- L.A.コンフィデンシャル ※ソフト版
- U-571 ※テレビ朝日新版
- U・ボート ※テレビ東京版

#### ドラマ
- 刑事マルティン・ベック
- ふたりは友達? ウィル&グレイス
- ロビンソン一家漂流記

#### アニメ
- ウォーリーをさがせ!
- トッポ・ジージョ
- ポパイ＆サン

### その他
- 富山敬と麻上洋子のアニメジョッキー